# Hans Schlief
Hans Schlief, genannt der Jüngere, auch Hans von Schlieffen, († 1466) war Bürgermeister von Kolberg und Stammvater einer Hauptlinie des pommerschen Adelsgeschlechts von Schlieffen.

## Leben
Hans Schlief war ein Sohn von Hans Schlief dem Älteren († 1438), Bürger von Kolberg, und der Jutteke Holk. Er gehörte seit 1426 dem Stadtrat an und wurde 1436 Bürgermeister. Außerdem stand er als Rat in Diensten des dänischen Königs Christoph III. In welchem Zeitraum diese Dienststellung bestand, ist nicht bekannt. Sie endete aber vor 1444, wie aus dem ihm und seinem Bruder Niclas zu Kalmar durch den König verliehenen Wappenbrief hervorging.
1442 kam es zum offenen Konflikt mit dem Camminer Bischof Siegfried II. Bock, als dieser Ansprüche auf die Kolberger Saline und den Hafen erhob. Hans Schlief führte die durch Papst Eugen IV. privilegierte Stadt gegen den zum Konzil von Basel stehenden Bischof. Dieser verhängte einen Kirchenbann gegen Schlief und seine Anhänger. Durch Herzog Bogislaw IX., der bei einem Ausgleichsversuch das freie Geleit brach, wurde Hans Schlief gefangen genommen und nur gegen Zusage eines hohen Lösegeldes freigelassen. Die Folge war, das Hans Schlief in Kolberg an Einfluss und Unterstützung gewann. Die Lösegeldzahlung wurde verweigert, Belagerungen durch Truppen des Herzogs 1443 abgewiesen bzw. 1444 ein Angriff zurückgeschlagen. Erst mit dem Nachfolger Siegfrieds II. von Cammin, dem Bischof Henning Iven, kam es 1449 zu einem Friedensschluss. Dieser war für Kolberg von Vorteil, so dass Schliefs Ansehen in der Stadt weiter stieg.
1450 führte Schlief eine neue Salzkothenordnung ein. Zudem verbot er das nahe Verwandte zusammen im Stadtrat sitzen durften. Um 1454 brach der Konflikt mit dem Bistum Cammin erneut aus, in den der Herzog Erich II. eingriff. Ende 1462 schlugen die Kolberger unter Hans Schliefs Führung eine von Dinnies von der Osten geführte Streitmacht.
Hans Schlief starb Mitte 1466, bevor die Stadt Frieden mit Herzog und Bischof schloss.